# عبدالمالک علی مسعود
عبدالمالک علی مسعود (انگلیسی: Abdelmalek Ali Messaoud؛ ۲۷ مهٔ ۱۹۵۵ – ۶ فوریهٔ ۲۰۲۲)  بازیکن فوتبال اهل الجزایر بود.
از باشگاه‌هایی که در آن بازی کرده بود می‌توان به باشگاه فوتبال اتحاد الجزایر اشاره کرد.
وی همچنین در تیم ملی فوتبال الجزایر بازی کرده بود.